# Trap Happy
Trap Happy (tạm dịch: Bẫy may mắn) là phim hoạt hình năm 1946 của hãng MGM và là tập phim thứ 25 của Tom và Jerry. Phim được ra rạp vào ngày 29 tháng 6 năm 1946 và phát hành lại vào ngày 6/3/1954 do William Hanna và Joseph Barbera làm đạo diễn với âm nhạc bởi Scott Bradley và sản xuất bởi Fred Quimby. Đây là tập đầu tiên có giới thiệu Fred Quimby là nhà sản xuất.
Trap Happy là một mục năm 1946 của loạt phim kinh điển “Thời đại Hanna-Barbera”. Tên này là một cách chơi chữ với thuật ngữ "slap happy".

## Nội dung
Chú chuột Jerry đang bị rượt đuổi giữa cầu thang bởi mèo Tom. Jerry trốn dưới một chiếc ghế và Tom chui vào trong đó, nhưng Jerry đã thoát ra và liền đập mông Tom. Sau đó Jerry chạy vào nhà và bị Tom gài thuốc nổ, mặc dù Tom không hề biết rằng Jerry đã đặt một thuốc nổ lớn hơn dưới mông Tom và sau đó cả hai quả thuốc nổ đều phát nổ. Tom tức giận tiếp tục rượt đuổi Jerry và sau đó Jerry đã đưa cho Tom chiếc xẻng xúc than để dụ Tom đập mình. Tom đã đập trượt nhiều lần và sau đó Jerry nhấn lưỡi xẻng xuống và lập tức trúng vào đầu Tom, trong khi dó Jerry liền chạy thoát. Jerry tiếp tục chạy vào nhà và Tom đã chạy vào, nhưng cái miệng của Tom bị Jerry rờ nhiều lần, và từ đó Tom phải tự thoát thân. Mệt mỏi vì cuộc rượt đuổi, Tom liền lật cuốn sách có bìa vàng dịch vụ và tìm thấy dịch vụ diệt chuột Ajax của mèo Butch với cam kết: Một cuộc gọi làm nên mọi thứ. Sau đó Tom giả dạng giọng của bà chủ nhà Mammy Two Shoes để gọi cho dịch vụ này.
Chỉ trong chớp mắt. Butch đã đến. Butch liền lấy một đai ốc sơn vàng sao cho giống phô mai rồi xịt hương phô mai lên đó, sau đó đẩy vào nhà Jerry. Jerry liền ngửi thấy có mùi phô mai, tưởng phô mai nên ăn luôn. Sau đó Butch liền dùng nam châm hút Jerry lại, sau đó lấy rìu định chặt Jerry làm đôi. Tom không dám nhìn nên quay lưng ra sau. Jerry liền thoát ra sau đó thay thế đuôi Tom vào vị trí chặt. Butch liền giáng mạnh xuống, Tom la toáng lên rồi cuộc rượt đuổi bắt đầu.
Jerry chạy vào lỗ, Butch dùng dụng cụ đục tường để đục vào tường trong nhà của Jerry và Jerry bị mắc kẹt. Sau đó Jerry liền dùng hai dây điện đứt chạm vào dụng cụ đục và người bị hại chính là Butch.
Sau đó, hai ông mèo quyết định tiêu diệt Jerry bằng một loại khí độc. Jerry bước ra ngoài với một chiếc mặt nạ dưỡng khí. Sau đó Jerry liền chào hai chú mèo và bỏ chạy. Hai ông mèo phát hiện Jerry đã tẩu thoát nên quyết định tiếp tục rượt đuổi Jerry. Cả hai ông mèo cùng rượt Jerry theo một hàng nhưng do Jerry đang cầm chiếc bàn ủi nên cả hai cùng trúng và Tom chui tọt vào miệng Butch.
Jerry tiếp tục chạy vào lỗ khác, hai ông mèo lập tức mở tường lên. Lập tức Jerry dùng búa đập chân Tom và Butch cũng bị kẹt ngón tay. Jerry liền dùng búa chơi bài Yankee Doodle trên ngón tay của Butch như cây đàn và lập tức Butch thoát ra ngoài. Các ngón tay sưng phồng lên và bốc khói với âm thanh của tiếng tàu hỏa kêu. Sau đó Butch hướng dẫn Tom dùng búa tạ để đập Jerry rồi đuổi Jerry xuyên qua bức tường. Jerry chạy ra ngoài, Tom định đập nhưng không may Jerry chạy ra ngoài và Butch thò đầu ra, kết cục là Tom đập nhầm Butch.
Butch liền đốt một quả bom và cả hai ông mèo lập tức trốn đi. Jerry thấy thế liền ném lại hai ông mèo. Hai ông mèo liền chuyền tay trái bom liên tục. Sau đó, Jerry lấy mũ và Butch lấy lại, chiếc mũ và quả bom liên tục bị chuyền. Cuối cùng Tom đưa mũ cho Jerry và đưa trái bom lên đầu Butch, hai ông mèo liền nhìn lên và ngay sau đó trái bom đã nổ.
Jerry tiếp tục chạy vào lỗ. Chạy sang lỗ bên này thì thấy Butch, còn chạy sang lỗ bên kia thì thấy Tom. Cùng đường, Jerry bày mưu cho hai ông mèo nắm tay nhau, tưởng bắt được Jerry. Cả hai ông mèo liền giật nhau liên tục và cuối cùng Tom dùng sức kéo Butch về phía mình và bức tường vỡ vụn. Tom liền đập đống đổ nát cho đến khi tìm thấy một chỗ hở. Tom liền đào và tìm thấy chiếc mũ của Butch. Tom đang định tìm Jerry trong mũ thì lập tức Butch chui ra và giật lấy cái mũ. Bực tức vì bị Tom chơi một vố, Butch liền xóa chữ "MOUSE" (chuột) trên dòng chữ trên túi dụng cụ là "MOUSE EXTERMINATOR" (dịch vụ diệt chuột) và sửa lại thành "CAT EXTERMINATOR" (dịch vụ diệt mèo). Thấy thế, Tom biết rằng Butch đã chuyển thành dịch vụ diệt mèo nên buột miệng đánh vần "C-A-T, Cat". Sau đó Butch liền lấy súng hai nòng trong đó chĩa vào Tom. Hoảng sợ, Tom nhảy qua cửa sổ và Butch chạy theo, vừa đuổi vừa bắn, Jerry chạy tới xem và bộ phim kết thúc ngay sau đó.

## Nhân vật
- Mèo Tom
- Mèo Butch
- Chuột Jerry

## Bạn có biết?
- Thật là trớ trêu khi trong cảnh cuối tập phim, Butch lại trở thành một kẻ diệt mèo vì bản thân là một con mèo.
- Phim hoạt hình cũ cười cuối cùng.
- Một cảnh trong phim hoạt hình này (nơi Tom bắn một quả bom vào lỗ của Jerry và Jerry cũng làm như vậy dưới bụng Tom) xuất hiện trong tập phim Tom and Jerry Show 2014 "The Last Laugh", trên màn hình rạp chiếu phim mà chú chó Red-Herring xem.
- Đó là lần cuối cùng sử dụng cả tiêu đề mở đầu MGM của sunburst đỏ và vàng được sử dụng từ 1942 - 1946 và thẻ tiêu đề Tom & Jerry sunburst đỏ và vàng được sử dụng từ 1943 - 1946.